# Cratere Begbalel
Begbalel  è un cratere sulla superficie di Cerere.